# نجلاء بودن
نجلاء بودن أو نجلاء بودن رمضان من مواليد 29 يونيو 1958 في القيروان، تونس. وهي مهندسة وسياسية تونسية. عينها الرئيس التونسي قيس سعيد رئيسة للحكومة التونسية في 29 سبتمبر 2021. تولت منصبها رسميا في 11 أكتوبر 2021 بعد آداء اليمين الدستورية، ما جعلها أول امرأة تتولى منصب رئاسة الحكومة في تونس والوطن العربي. عملت سابقًا في وزارة التربية في عام 2011.
أعلنت رئاسة الجمهورية مساء الثلاثاء 1 أغسطس 2023، قرار الرئيس قيس سعيد إنهاء مهام نجلاء بودن رمضان رئيسة للحكومة دون إبداء أسباب وتعيين أحمد الحشاني خلفا لها.

## سيرة
ولدت في 29 يونيو 1958 في القيروان، تونس، مهندسة وهي أستاذة للتعليم العالي في المدرسة الوطنية للمهندسين بتونس ومتخصصة في علوم الجيولوجيا. تخرجت في عام 1983 من المدرسة الخاصة للأشغال العامة والبناء والصناعة، وهي حاصلة أيضًا على درجة الدكتوراه في الجيولوجيا بعد إكمال أطروحتها في المدرسة الوطنية العليا للمناجم في باريس.
وفي عام 2011 أصبحت مديرة عامة للجودة في وزارة التعليم العالي والبحث العلمي، ثم شغلت منصب مدير المشروع في مكتب الوزير سليم شورى في عام 2015. وشغلت بدءًا من سبتمبر 2016 منصب رئيس وحدة الإدارة حسب الأهداف لتنفيذ مشروع إصلاح التعليم العالي بهدف دعم قابلية توظيف دبلومات التعليم العالي، في الوزارة نفسها. وفي 29 سبتمبر 2021 كلفها الرئيس قيس سعيد بتشكيل الحكومة ورئاستها خلفا لرئيس الحكومة المُعفى هشام المشيشي.
جعلها تعيينها رئيسة للحكومة التونسية أول امرأة تتولى هذا المنصب فأصبحت رائدة في تونس والمغرب العربي والعالم العربي. وفي 11 أكتوبر أدت حكومته اليمين مع أعضاء حكومته أمام رئيس الجمهورية.

## الحياة السياسية

### رئاسة الحكومة
في 29 سبتمبر 2021، وسط الأزمة السياسية، طلب الرئيس قيس سعيد من بودن تشكيل حكومة وقيادتها، وهي المرة الأولى في تاريخ البلاد التي تصل فيها امرأة إلى منصب رئيس الوزراء. ووصف سعيد خلال لقائهما في القصر الرئاسي الذي أذاعه ديوان الرئاسة النبأ بأنه «شرف لتونس والمرأة التونسية».
ومن المتوقع أن تتولى منصب رئيس الوزراء بصلاحيات تنفيذية أقل نوعا ما ، حيث تولى الرئيس سلطات تنفيذية كاملة. قال سمير ديلو، الوزير السابق والمتحدث الرسمي باسم الحكومة، إن ترشيح بودن كان غير قانوني لأنه تم من خلال مراسيم رئاسية لسعيد. المحلل التونسي صلاح الدين الجورشي يقترح أن «ثقة سعيد في أن نجلاء بودن ستكون مخلصة له كان عاملاً شجعه على قراره»، كما يدعي، كان بعدها عن الأحزاب السياسية، وخاصة حزب المعارضة الرئيسي في تونس. في 11 أكتوبر 2021 أدت نجلاء بودن اليمين الدستورية رئيسةً للحكومة رسميا أمام الرئيس قيس سعيد.
في غرة أغسطس 2023، أعلن قيس سعيد عن إقالة نجلاء بودن دون توضيحات، لتكون بذلك نهاية مهمتها التي تميزت بتراكم الأزمات الإقتصادية والإجتماعية ونقص ملحوظ ومتكرر في المواد الأساسية. .

### الزيارات الخارجية
- السعودية (24 أكتوبر 2021)[16]
- فرنسا (11 نوفمبر 2021)[17]
- الجزائر (25 نوفمبر 2021)[18]
- فرنسا (11 فبراير 2022)[19]
- فرنسا (29 أغسطس 2022)[20]
- الجزائر (28 نوفمبر 2022)[21]

## أوسمة
- وسام الاستحقاق الوطني (2016).[22]